# تشارلز هغ
تشارلز هغ هو رسام توضيحي ورسام سويسري، ولد في 22 يونيو 1899 في سانت غالن في سويسرا، وتوفي في 7 مايو 1979 في زيورخ في سويسرا.